# Raman
Raman (lat. Asteriscus), rod jednogodišnjih biljaka, trajnica i grmova iz poroodice glavočika smješten u podtribus Inulinae. 
Devet je vrsta koje rastu po Starom svijetu, Europa, sjeverna Afrika, od Turske do Arapskog poluotoka. U Hrvatskoj raste jedna vrsta, vodeni raman ili  Asteriscus aquaticus
U rod je nekada uključivana i prava jerihonska ruža, danas se vodi pod rod Pallenis.

## Vrste
1. Asteriscus aquaticus (L.) Less.
2. Asteriscus daltonii (Webb) Walter
3. Asteriscus graveolens (Forssk.) Less.
4. Asteriscus imbricatus (Cav.) DC.
5. Asteriscus intermedius (DC.) Pit. & Proust
6. Asteriscus pinifolius Maire & Wilczek
7. Asteriscus schultzii (Bolle) Pit. & Proust
8. Asteriscus sericeus (L. fil.) DC.
9. Asteriscus smithii (Webb) Walp

## Sinonimi
- Bubonium Hill; Veg. Syst. 2: 74 (1761), nom. superfl.
- Dontospermum Neck. ex Sch.Bip.; Repert. Bot. Syst. 2: 955 (1843), nom. superfl.
- Ighermia Wiklund; Nordic J. Bot. 3: 445 (1983)
- Nauplius (Cass.) Cass.; Cuvier, Dict. Sci. Nat. ed. 2. 23: 566 (1822)
- Odontospermum Neck.; Elem. Bot. 1: 20 (1790), nom. inval.